# Avenue Timon-David
L'avenue Timon-David est une voie marseillaise située dans le 13e arrondissement de Marseille. 

## Situation et accès
Elle va de l'avenue Vitigliano au boulevard Lacordaire.

## Origine du nom
Elle est baptisée en hommage à Joseph-Marie Timon-David, prêtre marseillais né en 1823 et mort en 1891.